# María Garayar Recalde
María Garayar Recalde (Hernani, Guipúzcoa, 22 de octubre de 1893-Oyarzun, Guipúzcoa, 15 de noviembre de 1983) fue una mujer del española que colaboró en la red de resistencia clandestina Comète. Sufrió la represión franquista.

## Biografía
María Garayar Recalde nació en el caserío Lizárraga, en Hernani, y pasó casi toda su vida en Oyarzun, tras llevarla su tío, José Recalde, a su casa de joven. Garayar estuvo alojada en esa época en la casa Bastero-Berri, también conocida como Torre, en el barrio de Altzibar, que también funcionaba como sidrería. Allí vivió hasta que el negocio clausuró su actividad y se mudó al barrio Elizalde con su hija Juanita y sus tres hijos. Garayar se casó con Pedro Arbide Martiarena el 10 de agosto de 1915 y tuvieron siete hijos: dos niñas (Juanita y María Teresa) y cinco niños (Luciano, Manuel, Venancio, Vicente y Nicolás). Su cónyuge era contratista de profesión y fue alcalde de Oyarzun desde el 13 de febrero de 1926 al 9 de octubre de 1928.

## Red Comète
La red Comète fue una red civil de resistencia clandestina organizada en  Bélgica, Francia y el País Vasco durante la Segunda Guerra Mundial que ayudó a transportar principalmente a soldados y pilotos aliados al Reino Unido con en fin de ponerlos a salvo, todo esto con la ayuda de embajadas y aliados.

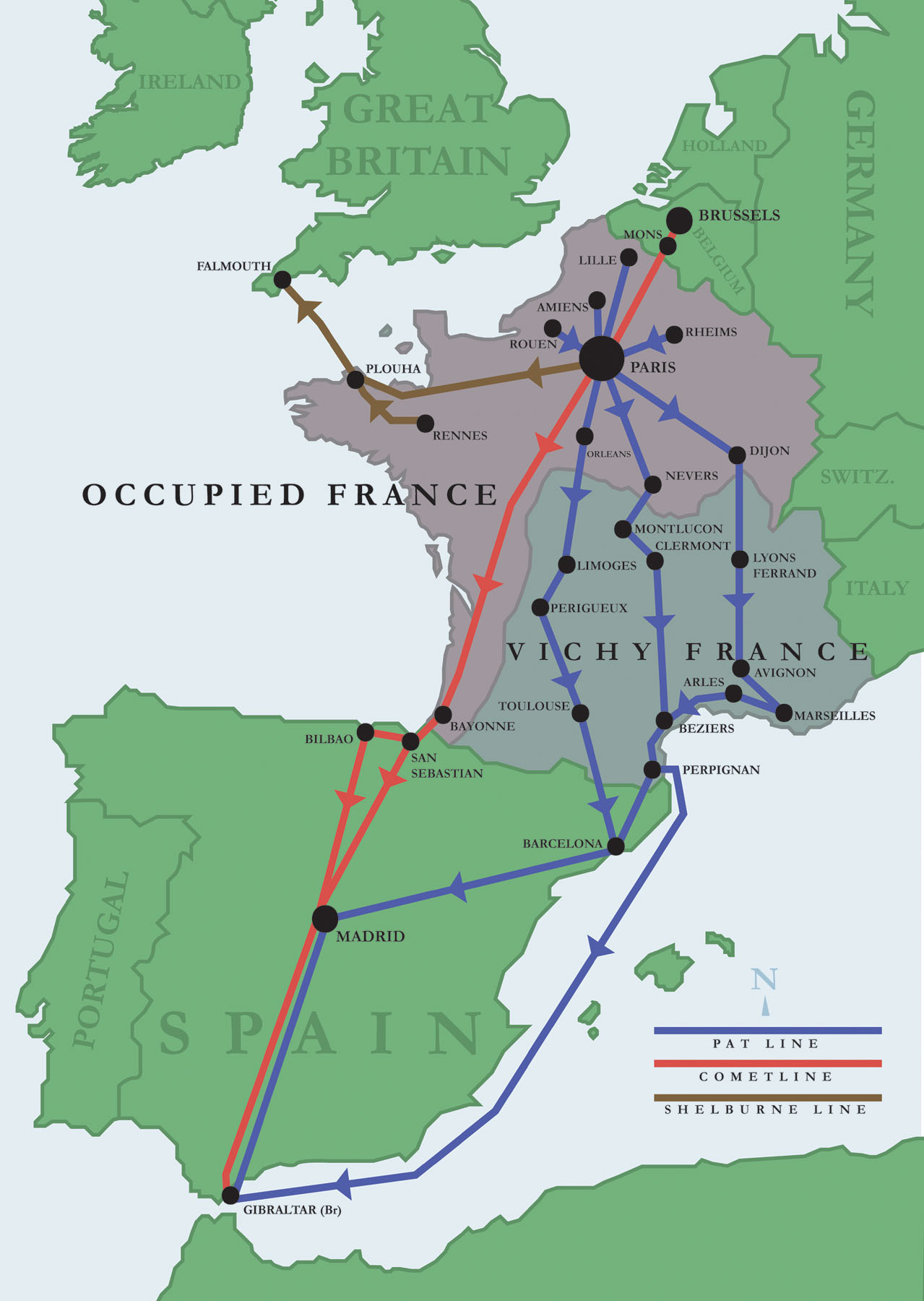
Pasarelas de red Comète

Andrée de Jongh también conocida como Dedée (1916-2007) fundó la red en 1941, y gracias a la amplia red de colaboradores (1700 personas mencionadas), consiguieron salvar a 770 aviadores de las manos de los nazis después de tres años. También hubo quienes se quedaron en el camino: a consecuencia de la represión nazi murieron 216 miembros o colaboradores, entre ellos tres vascos. Fueron 288 aviadores los que cruzaron la frontera del País Vasco de camino a Londres:
- De agosto de 1941 a agosto de 1942, 36.
- De agosto de 1942 a agosto de 1943, 76.
- De agosto de 1943 a junio de 1944, 176.

Junto a Andrée de Jongh (Dedée) trabajó como guardia de fronteras Florentino Goikoetxea del caserío Altzueta en Hernani, así como Manuel Iturrioz de Oreja. El 15 de enero de 1943, cuando la Gestapo detuvo a Dedée en el caserío Bidegain-Berri de Urruña, fue su amigo Jean-François Nothomb, conocido con el sobrenombre de Franco, quien representó y dirigió los viajes a Oyarzun, siguiendo la misma ruta.

### Colaboradora de la red Comète
María Garayar fue colaboradora de la red Comète en Oyarzun. Su cónyuge no estuvo directamente involucrado, aunque fue encarcelado con María por la misma causa. Garayar utilizó otros ayudantes, entre ellos el mayor de sus hijos, para realizar diversos pequeños trabajos y en la red también estaban involucrados su hermano Francisco Garayar y la mujer de éste, Claudia Escudero.
Una vez que los soldados y aviadores cruzaban el río Bidasoa, se utilizaban dos escondites en Oyarzun. Después de viajar por la montaña, se les atendía en el caserío Sarobe de los Iriarte en el barrio de Ergoien y luego eran retenidos en casa de María en Bastero-berri de los Arbides en el barrio de Altzibar. Mientras comían algo, descansaban y se recuperaban, el grupo de Garayar se encargaba de organizar el viaje a San Sebastián. La casa de Bernardo Arakama solía ser su siguiente refugio seguro y también contaron con la ayuda del taxista Severino Ortego en este trabajo.

### Arresto y encarcelamiento
El 13 de noviembre de 1943 agentes de la Brigada Móvil de Vizcaya y de la Brigada Político-Social de Madrid detuvieron en San Sebastián a Bernardo Arakama. Unos días después, el 28 de noviembre, la policía se presentó en Altzibar y detuvo a Pedro Arbide, aunque éste se mantenía al margen, a María Garayar y a su cuñada, Claudia Escudero. Todos fueron recluidos en la cárcel de Ondarreta y allí permanecieron hasta su liberación el 31 de mayo de 1944. Paco Garayar, habiendo recibido una advertencia previa, logró evitar el arresto y logró salvarse. Los hijos de Pedro y María  quedaron a cargo de la hija mayor mientras sus padres estuvieron en prisión. Los cinco hijos de Paco y Claudia, en cambio, fueron divididos entre sus familiares, hasta que la madre salió de prisión. Todos quedaron en libertad sin juicio. Aun así, y según consta en el libro de José Mari Iturriotz Manuel Iturrioz. Borrokalari baten bizipenak, (La vida de un luchador) la familia Arbide tuvo que pagar una multa de 250.000 pesetas. Para pagar la multa no les quedó otra solución que vender la propiedad familiar.

## Confusión: dos María Garayar
En Oyarzun se localizan dos María Garayar: una sindicalista nacida en la finca Txipito (Anuario 2019 p. 101); y María Garayar Recalde. De forma equivocada, se ha atribuido a la primera que trabajaba en la red Comète.